# Сема, Кен
Кен Нлата Сема (швед. Ken Nlata Sema; 30 сентября 1993, Норрчёпинг) — шведский футболист, вингер кипрского клуба «Пафос» и национальной сборной Швеции.

## Карьера

### Клубная карьера
Начинал заниматься футболом в возрасте 5 лет в клубе «Сюльвия» из Норрчёпинга, в 2005 году перешёл в детскую команду ведущего клуба города — «Норрчёпинг». На взрослом уровне дебютировал в 2013 году в составе «Сюльвии», игравшей в третьем дивизионе, куда был отдан в аренду вместе с группой игроков «Норрчёпинга».
В феврале 2014 года подписал трёхлетний контракт с клубом «Юнгшиле» из второго дивизиона, в его составе за два года провёл 60 матчей и забил 11 голов.
В 2016 году присоединился к дебютанту высшего дивизиона Швеции «Эстерсунд», подписав трёхлетний контракт. Дебютный матч в Аллсвенскан сыграл 4 апреля 2016 года против «Хаммарбю».
4 июля 2018 года Сема перешёл в английский клуб «Уотфорд», подписав контракт на 5 лет. 2 января 2019 года в матче против «Борнмута» он забил свой первый гол за новый клуб.

### Карьера в сборной
В 2016 году вошёл в состав олимпийской сборной Швеции для участия в летних Олимпийских играх в Рио-де-Жанейро. До этого в сборные младших возрастов не вызывался.

## Личная жизнь
Родители футболиста, Ндонгала и Киадила, иммигрировали в Швецию из Конго (Киншаса) в 1987 году. Старший брат Кена, Майк, также профессиональный футболист, выступал в клубах Швеции, Норвегии, Нидерландов и Кипра. У Кена также есть две сестры, Лира и Аманда.

## Статистика

### Матчи за сборную
| № | Дата           | Оппонент | Счёт | Голы | Соревнование      |
| - | -------------- | -------- | ---- | ---- | ----------------- |
| 1 | 12 января 2017 | Словакия | 6:0  | —    | Товарищеский матч |
| 2 | 7 января 2018  | Эстония  | 1:1  | —    | Товарищеский матч |
| 3 | 24 марта 2018  | Чили     | 1:2  | —    | Товарищеский матч |
| 4 | 27 марта 2018  | Румыния  | 0:1  | —    | Товарищеский матч |

Итого: сыграно матчей: 4 / забито голов: 0; победы: 1, ничьи: 1, поражения: 2.